# 阮太學

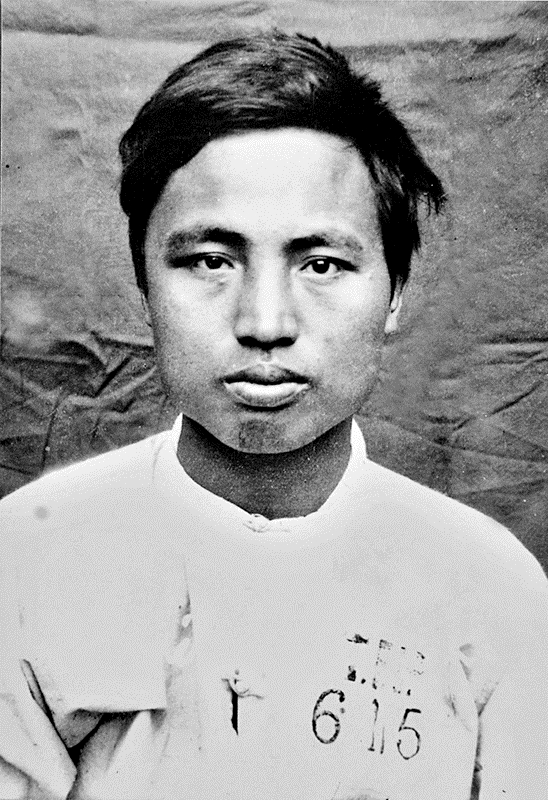
阮太學

阮太學（發音：[ŋwiən˦ˀ˥ tʰaːj˧˦ hawk͡p̚˧˨ʔ]；1902年12月1日—1930年6月17日）是越南革命家，也是越南國民黨的創始人兼黨魁。
1902年出生在永安省（今永福省永安市）的知識分子家庭。父親是阮文赫，母親為阮氏瓊。
1927年，阮太學成立越南國民黨，主張用暴力手段爭取越南的獨立。1930年2月9日，阮太學率越南國民黨發動安沛起義，但被法屬印度支那殖民政府鎮壓，阮太學被捕處決。
印度支那警方最高首長安諾（Paul Arnoux）見證阮太學被處決的過程，前來為阮太學送行的民眾在斷頭台前一連十三聲大聲嘶喊著「越南！越南！」，這情景震撼了安諾，因此將「Viet-Nam」(越南)這個名字，放上了他的出版品封面，這是第一次有法文著作以「越南」為題。阮太學死後幾個星期，他的未婚妻阮氏江自殺，死前留下兩封遺書，一封給阮太學，一封給她的國家。
不論越共還是越南共和國都認為他是民族英雄。不少越南街道以他的名字命名。其中最著名的一條街是河內的阮太学路。